# 克利夫顿 (多米尼克)
克利夫顿（Clifton）是加勒比海岛国多米尼克北海岸的一个村庄。由圣约翰区负责管辖，位于卡普辛和科蒂奇之间，2001年人口167人。